# Ensemble de Lancement Soyouz
La Ensemble de Lancement Soyouz (ELS) (en català; Complex de Llançament de Soiuz), és un complex de llançament al Centre Espacial de la Guaiana a Kourou/Sinnamary, Guaiana Francesa. És utilitzada per coets Soiuz-ST; versions modificades del Soiuz-2 optimitzat per al llançament des de Kourou.
El primer llançament utilitzant el complex es va produir el 21 d'octubre de 2011, quan un Soiuz ST-B va ser llançat amb les primeres naus Galileo IOV-1 & IOV-2.
La ubicació del lloc de llançament permet una major massa de càrrega útil per ser col·locada en òrbita de transferència geosíncrona en comparació amb les actuals instal·lacions de llançament de Soiuz al Cosmòdrom de Baikonur al Kazakhstan.
L'ELS és a quinze quilòmetres al nord-oest de les instal·lacions de llançament utilitzades pels coets Ariane.
Es compon d'una plataforma de llançament únic, amb unes instal·lacions de muntatge i de processament horitzontal, o MIK, situat a 700 metres de distància. Igual que amb els complexos de llançament Soiuz a Baikonur i Plessetsk, la plataforma està connectada al MIK per ferrocarril, en el qual es fa rodar el coet al llarg de la via abans de la seva col·locació final horitzontal en la plataforma.
A diferència d'altres complexos de llançament Soiuz, hi ha present una Torre de Servei Mòbil, i la càrrega útil s'instal·la en la posició vertical en lloc de l'horitzontal.
També difereix en el fet que té un muntatge de llançament fix, en lloc d'un que es pot girar, el que significa que el coet haurà d'executar una maniobra de balanceig durant el seu ascens a l'òrbita. Els primers coets R-7 eren incapaços de girar, els seus complexos de llançament van ser construïts per permetre el llançament en azimut ajustant-se abans del llançament.
En 2015 després de la quantitat de comandes de càrrega útil que requereixen l'abastament de combustible en el complex de llançament S3B havia estat identificat com un possible coll d'ampolla en les operacions de vol FCube, es va construir una nova instal·lació de proveïment de combustible de sala neta dedicada a l'etapa superior Fregat i petites càrregues útils de satèl·lits addicionals, el que redueix els temps de proveïment de combustible a partir de cinc setmanes a tan sols una.

## Història de llançaments
| Vol   | Data                   | Temps (GMT) | Configuració              | Resultat      | Càrrega útil                          | Notes                                                                                           |
| ----- | ---------------------- | ----------- | ------------------------- | ------------- | ------------------------------------- | ----------------------------------------------------------------------------------------------- |
| VS01  | 21 d'octubre de 2011   | 10:30       | Soiuz 2.1b/ST Fregat      | Reeixit       | IOV-1 & IOV-2                         | Navegació per satèl·lit                                                                         |
| VS02  | 17 de desembre de 2011 | 02:03       | Soiuz 2.1a/ Fregat        | Reeixit       | Pleiades 1A SSOT ELISA (4 satèl·lits) | Imatgeria per satèl·lit Observació terrestre per a Xile Satèl·lits d'intel·ligència electrònica |
| VS03  | 12 d'octubre de 2012   | 18:15       | Soiuz 2.1b/ST Fregat      | Reeixit       | IOV-3 & IOV-4                         | Navegació per satèl·lit                                                                         |
| VS04  | 2 de desembre de 2012  | 02:02       | Soiuz 2.1a/ST Fregat      | Reeixit       | Pleiades 1B                           | Imatgeria per satèl·lit                                                                         |
| VS05  | 25 de juny de 2013     | 19:27       | Soyuz 2.1b/ST Fregat      | Reeixit       | O3b 1/2/3/4                           | Satèl·lits de comunicacions en òrbita terrestre baixa                                           |
| VS06  | 19 de desembre de 2013 | 09:12       | Soyuz 2.1b/ST-B Fregat-MT | Reeixit       | Gaia                                  | Òrbita de Lissajous - Observatori espacial                                                      |
| VS07  | 3 de abril de 2014     | 21:02       | Soyuz-STA/Fregat          | Reeixit       | Sentinel-1A                           | Òrbita heliosíncrona - observació terrestre                                                     |
| VS08  | 10 de juliol de 2014   | 18:55       | Soiuz-STB/Fregat          | Reeixit       | O3b 5/6/7/8                           | Satèl·lits de comunicacions en òrbita terrestre baixa                                           |
| VS09  | 22 d'agost de 2014     | 12:27       | Soiuz-STB/Fregat          | Error parcial | Galileo FOC-1 & FOC-2                 | Navegació per satèl·lit                                                                         |
| VS10  | 18 de desembre de 2014 | 18:37       | Soiuz-STB/Fregat          | Reeixit       | O3b 9/10/11/12                        | Satèl·lits de comunicacions en òrbita terrestre baixa                                           |
| VS11  | 27 de març de 2015     | 21:46       | Soiuz-STB/Fregat          | Reeixit       | Galileo FOC-3 & FOC-4                 | Navegació per satèl·lit                                                                         |
| VS12  | 11 de setembre de 2015 | 02:08       | Soiuz-STB/Fregat          | Reeixit       | Galileo FOC-5 & FOC-6                 | Navegació per satèl·lit                                                                         |
| VS13  | 17 de desembre de 2015 | 11:51       | Soiuz-STB/Fregat          | Reeixit       | Galileo FOC-7 & FOC-8                 | Navegació per satèl·lit                                                                         |
| VS14  | 25 d'abril de 2016     | 21:02       | Soiuz-STA/Fregat          | Reeixit       | Sentinel-1B                           | Òrbita heliosíncrona - observació terrestre                                                     |
| VS15  | 24 de maig de 2016     | 08:48       | Soiuz-STB/Fregat          | Reeixit       | Galileo FOC-5                         | Navegació per satèl·lit                                                                         |
| VS16  | 28 de gener de 2017    | 01:03       | Soiuz-STB/Fregat          | Reeixit       | Hispasat 36W-1                        | Satèl·lits de comunicacions en òrbita geoestacionària                                           |
| VS17  | 18 de maig de 2017     | 11:55       | Soiuz-STA/Fregat          | Reeixit       | SES 15                                | Satèl·lits de comunicacions en òrbita geoestacionària                                           |
| VS 18 | 9 de març de 2018      | 17:10       | Soyuz-STB/Fregat-MT       | Reeixit       | O3b F4                                | 4 satèl·lits de comunicació MEO                                                                 |
| VS 19 | 7 de novembre de 2018  | 3:47        | Soyuz-STB/Fregat-M        | Èxit          | MetOp-C                               | Satèl·lit meteorològic en òrbita polar                                                          |
| VS 20 | 19 de desembre de 2018 | 16:37       | Soyuz-STA/Fregat-M        | Èxit          | CSO-1                                 | Satèl·lit militar d'observació francès                                                          |
| VS 21 | 27 de febrer de 2019   | 21:37       | Soyuz-STB/Fregat-M        | Èxit          | OneWeb F6                             | 6 satèl·lits per a la constel·lació de OneWeb                                                   |
| VS 22 | 4 d'abril de 2019      | 17:03       | Soyuz-STB/Fregat-M        | Èxit          | O3b F5                                | 4 satèl·lits de comunicació MEO                                                                 |
| VS 23 | 18 de desembre de 2019 | 05:54       | Soyuz-STB/Fregat-M        | Èxit          | CHEOPS COSMO-SkyMed                   | Telescopi espacial Satèl·lit d'observació terrestre                                             |

## Galeria

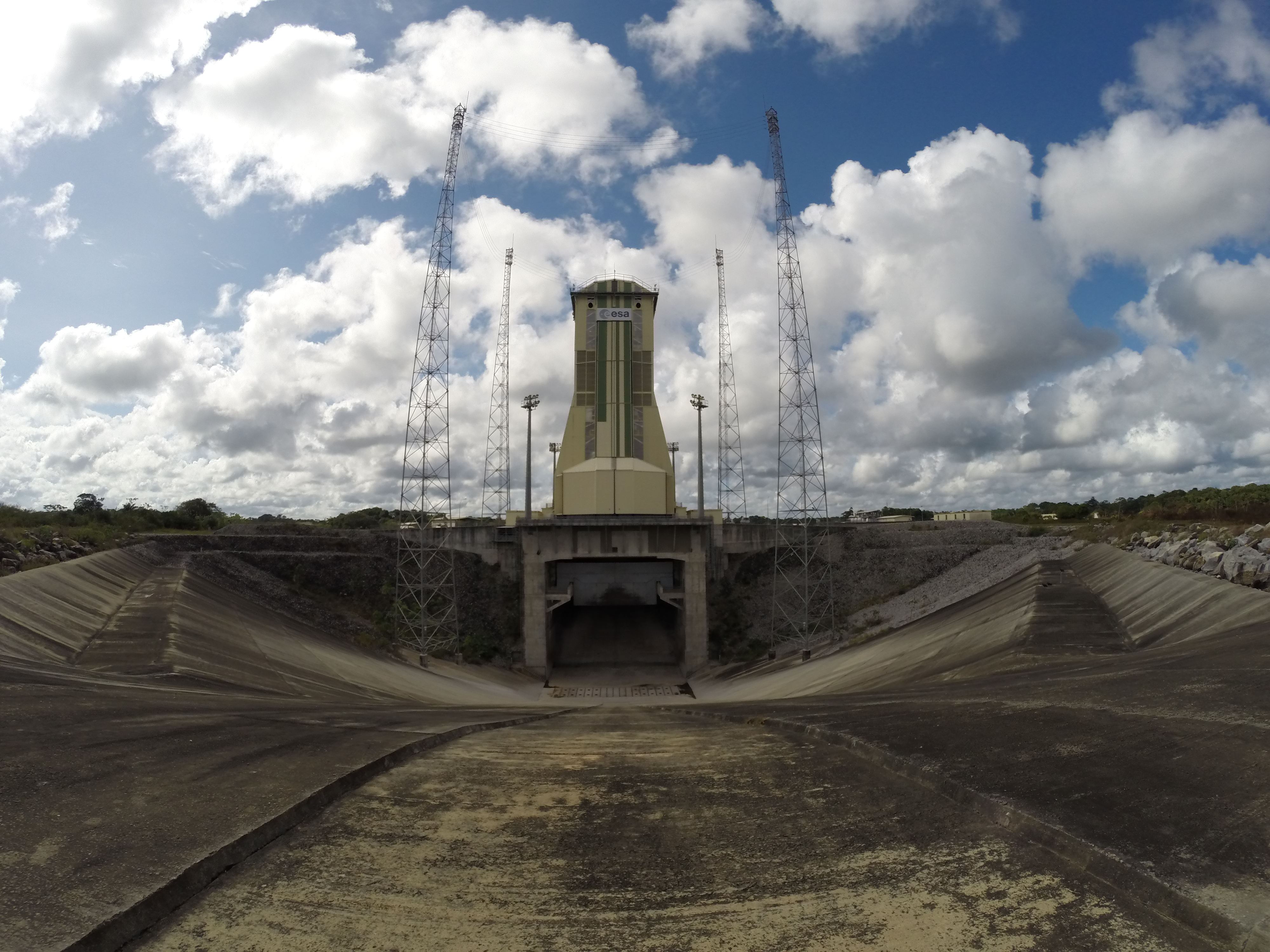
Zona de deflexió del coet amb un pont mòbil
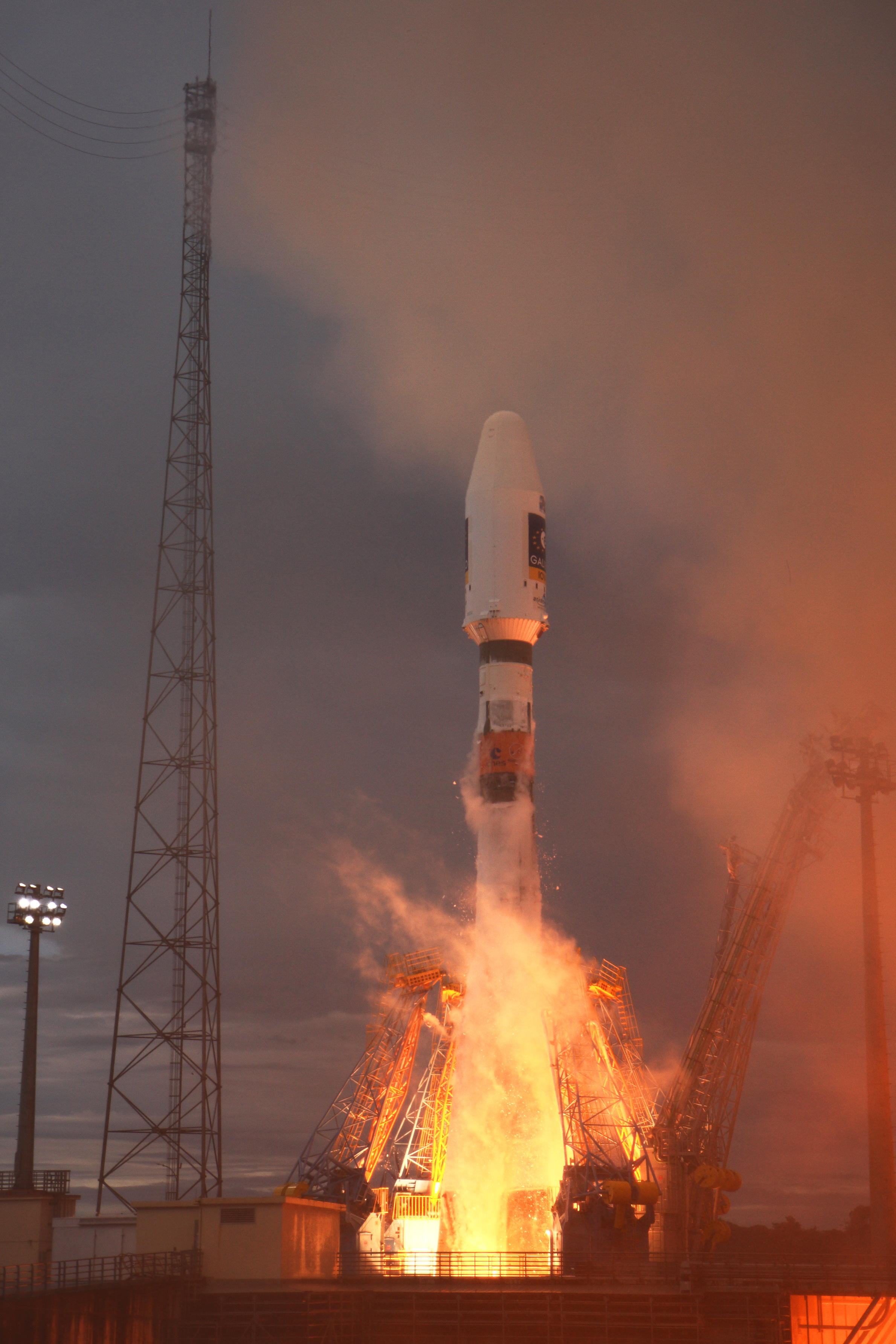
Llançament Soiuz - un moment de l'alliberament dels braços de suport. Torre parallamps visible a l'esquerra.
Mapa que mostra el Complex Soiuz a la part superior esquerra, amb el port espacial principal a la part inferior dreta.
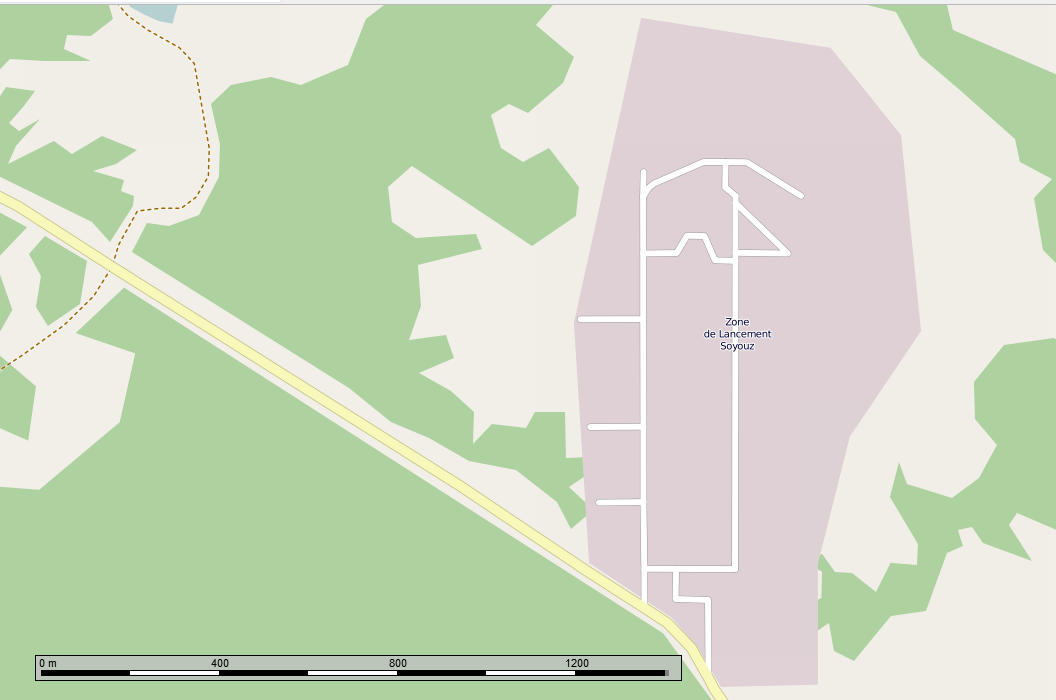
Mapa del complex.